# Несвяті (фільм, 2013)
«Несвяті» (англ. Ain't Them Bodies Saints) — американський драматичний фільм, знятий Девідом Лоурі. У головних ролях: Руні Мара, Кейсі Аффлек, Бен Фостер та інші. Світова прем'єра стрічки відбулася 20 січня 2013 року на кінофестивалі «Санденс», де він здобув нагороду за найкращий фільм у категорії «Драма» та був номінований на головний приз журі.

## Сюжет
Техас, 1970-ті роки.
Потрапивши в засідку, троє молодих злочинців важко ранять одного з поліцейських, які оточили їх. Ватажок банди Боб Малдун (Кейсі Аффлек) бере всю провину на себе, хоча фатальний постріл зробила його дівчина Рут (Руні Мара), і відправляється за ґрати на багато років. Вже у в'язниці він дізнається, що у нього народилася дочка Сильвія. Щоб побачити дівчинку, Боб здійснює втечу за втечею, але вирватися на волю йому вдається тільки через чотири довгих роки. Його сліди ведуть в протилежному від рідних місць напрямку, однак техаська поліція (і, насамперед, Патрік Уіллер (Бен Фостер) — офіцер, поранений у тій давній перестрілці) вважає, що утікач може з'явитися тільки там, де знаходиться маленька Сильвія.
Все готово до полювання на Малдуна, але, виявляється, що не тільки служителі закону хочуть змусити Френка сповна заплатити за давніми рахунками.

## У ролях
| Актор(ка)                   |   | Роль         |
| --------------------------- | - | ------------ |
| Кейсі Аффлек                | … | Боб Малдун   |
| Руні Мара                   | … | Рут Гатрі    |
| Бен Фостер                  | … | Патрік Уілер |
| Кіт Керрадайн               | … | Скеррітт     |
| Нейт Паркер                 | … | Суітті       |
| Кеннеді Сміт / Джеклін Сміт | … | Сильвія      |
| Рамі Малек                  | … | Уілл         |

## Знімання
У квітні 2012 року було анонсовано, що Руні Мара, Кейсі Аффлек та Бен Фостер знімуться у фільмі Девіда Лоурі "Несвяті". 
Знімання фільму почалось 9 липня 2012 року в штаті Луїзіана. 

## Критика
Фільм отримав позитивні відгуки: Rotten Tomatoes дав оцінку 79% на основі 119 відгуків від критиків (середня оцінка 7.1/10) і 61% від глядачів зі середньою оцінкою 3.4/5 (11 964 голосів). Загалом, на сайті фільм має позитивний рейтинг, йому зарахований «стиглий помідор» від кінокритиків і «попкорн» від глядачів, Metacritic — 74/100 (35 відгуків критиків) і 6.8/10 від глядачів (55 голосів). Загалом, на цьому ресурсі від критиків і від глядачів фільм отримав позитивні відгуки.